# Lead user
Il lead user (termine di marketing coniato da Eric von Hippel nel 1986) è un consumatore particolarmente competente e sofisticato, tipicamente più innovativo rispetto alla media dei consumatori, che sviluppa in completa autonomia nuove soluzioni per le imprese.
Le imprese traggono vantaggio dalla collaborazione con i lead user in quanto essi anticipano i bisogni futuri dei consumatori. In questo modo le imprese possono anticipare le mosse del mercato.
I lead user hanno tre caratteristiche:
- hanno un evidente beneficio economico derivante dall'introduzione dell'innovazione e, proprio per questo, essi sono altamente motivati e incentivati;
- hanno un forte grado di expertise e quindi possono "dire la loro" con evidente cognizione di causa;
- riescono ad anticipare il bisogno nel mercato mesi o a volte anni prima che questo si manifesti in modo evidente (forecasting ability).